# Columbus Circle (New York)

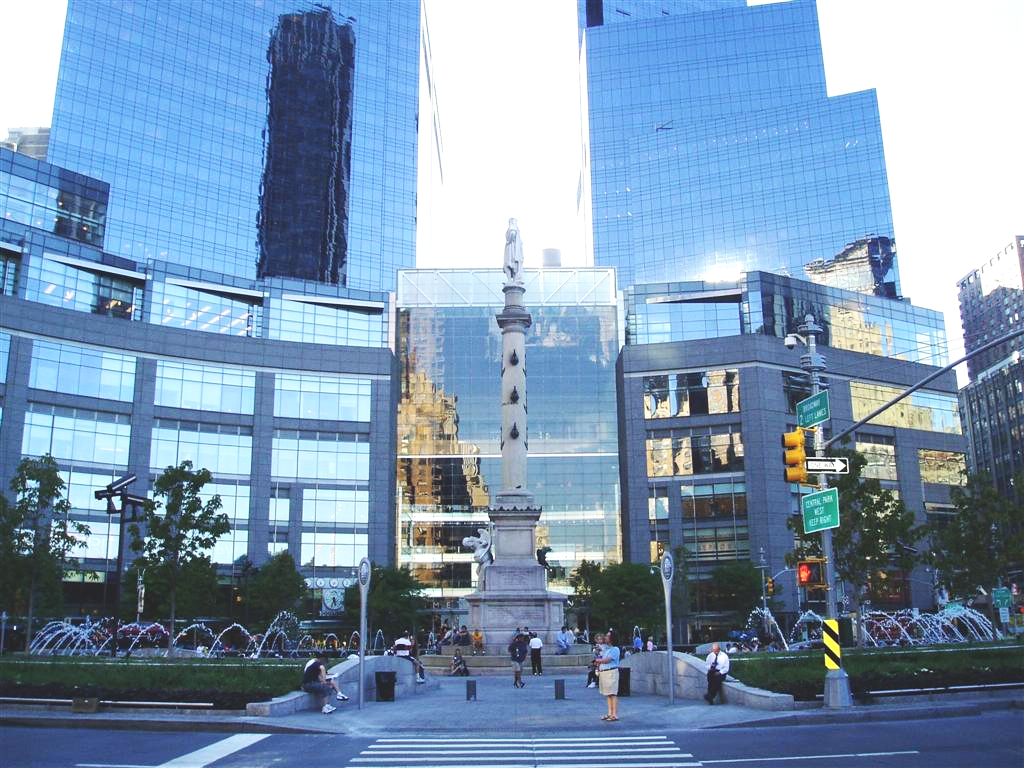
Blick auf den Platz und das Columbus-Monument

Der Columbus Circle (dt. Kolumbus-Kreis) ist ein Platz und Verkehrsknotenpunkt in New York City. Er liegt am Schnittpunkt von Broadway, Central Park West, Central Park South (59th Street) und Eighth Avenue an der südwestlichen Ecke des Central Park in Manhattan.
Der Kreisverkehr wurde von William Phelps Eno entworfen, einem Geschäftsmann, der für eine Vielzahl von Erfindungen der Verkehrssicherheit bekannt ist. Der Platz war Teil von Frederick Law Olmsteds Vision eines Parks, der einen kreisförmigen Platz an seinem Eingang zur Eighth Avenue beinhaltete. Der Bau wurde 1905 fertiggestellt.
Damals wie heute ist der Columbus Circle ein wichtiger Verkehrsknotenpunkt. Die Buslinien M5, M7, M10, M20 und M104 der MTA halten am Platz, ebenso die Linien  der New York City Subway.

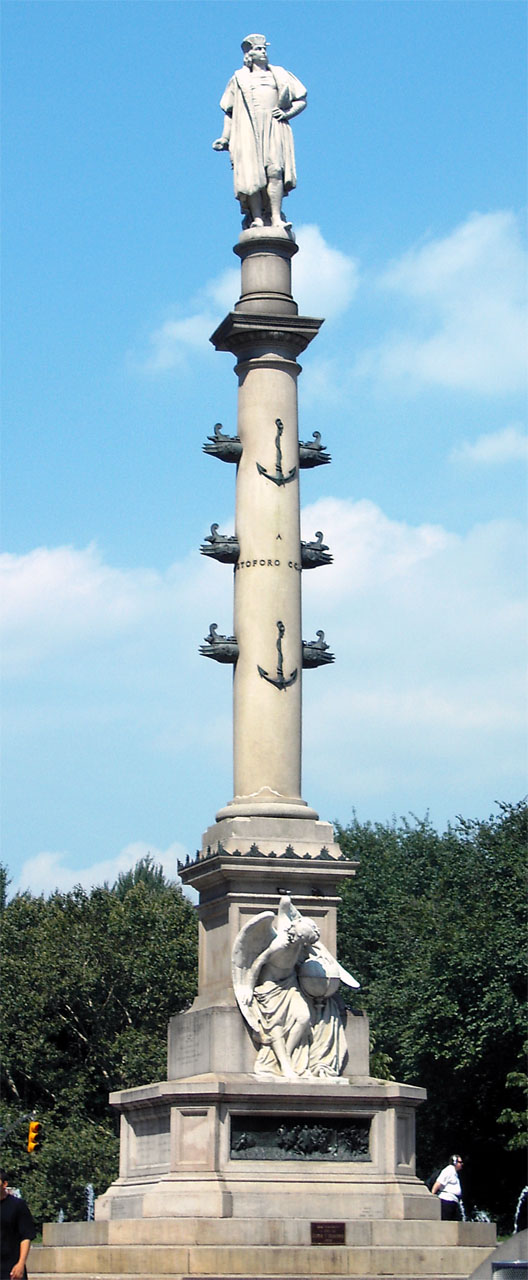
Das Columbus-Monument

Benannt nach Christoph Kolumbus wurde das Monument 1892 als Beitrag zum New Yorker Gedenktag des 400. Jahrestages der Entdeckung Amerikas errichtet. Das Monument, eine sogenannte Columna rostrata, wurde aus Mitteln finanziert, welche eine italienische Tageszeitung (Il Progresso) aufbrachte. Das Standbild besteht aus einer Marmor-Statue, die auf einer etwa 20 Meter hohen Granit-Säule steht. Die Säule ist mit bronzenen Rostren verziert, welche die Schiffe Kolumbus’, Niña, Pinta und Santa María, darstellen. Den Fuß bildet ein Engel, der einen Globus hält. Das Monument stellt den offiziellen Messpunkt dar, von dem aus sämtliche Distanzen von und nach New York City berechnet werden.
Renovierungsarbeiten des Platzes wurden 2005 abgeschlossen, es kamen ein Springbrunnen hinzu, Holzbänke und Bepflanzungen rund um das Monument. Der innere Platz misst etwa 3.330 m², der äußere Platz rund 14.000 m².
An der Westseite des Columbus Circle befindet sich das Deutsche Bank Center. Der Gebäudekomplex wurde zuvor nach dem Warner-Media-Konzerns benannt, der hier seine Weltzentrale hatte. Hier befand sich auch das New Yorker Hauptquartier des Nachrichtensenders CNN. An der Nordseite steht der Trump International Hotel and Tower.